# Herthe von Wersin
Herthe von Wersin (* 13. Dezember 1888 als Herthe Schöpp in Herzogenaurach; † 17. April 1971 in Bad Goisern/Bad Ischl) war eine deutsche Kunsthandwerkerin, Grafikerin und Malerin. Um 1910 wurde der Stil ihrer Arbeiten zunehmend abstrakter und nahm ethnische Muster auf.

## Leben und Werk
Herthe Schöpp wuchs als Tochter einer englisch-amerikanischen Mutter und eines Arztes in Oberfranken auf. Nach dem Lyzeum (in Nürnberg, nach anderen Quellen in München) besuchte sie 1905/06 kurz die Münchner Kunstgewerbeschule. Sie wechselte dann für die Zeit von 1906 bis 1909 an die Lehr- und Versuchs-Ateliers für angewandte und freie Kunst, genannt Debschitz-Schule. Hier lernte sie ihren späteren Ehemann Wolfgang von Wersin kennen, der Plastik und zeichnerisches Naturstudium unterrichtete. Beide zogen 1908 in die Villa Heinrich in Schleißheim und reisten nach Italien und zu Verwandten nach Amerika. Die Heirat des Paares fand am 25. Juni 1910 in Kronach statt, die Hochzeitsreise führte durch Südtirol und Oberitalien. Gemeinsam bezogen sie ein Bauernhaus auf dem Lande in der Nähe der Wieskirche in Schönegg bei Rottenbuch. Fritz Schmoll genannt Eisenwerth, übernahm die frühere Wohnung der Künstlerin in der Leopoldstraße in München.
Herthe von Wersin arbeitete in den ersten Jahren nach der Ausbildung selbstständig als Keramikerin, Textilkünstlerin und Malerin. Aus der Zeit um 1910 besitzt das Münchner Stadtmuseum von ihr entworfene und selbst ausgeführte Stickarbeiten, in der die Einflüsse der Debschitz-Schule aufgegriffen, jedoch eigenständig weitergeführt wurden. Naturformen wie beispielsweise Mineralien wurden abstrakt uminterpretiert. „Herthe von Wersin überwindet ebenfalls das in seiner bewegten Struktur emotional und intellektuell erfasste Naturvorbild in einem Akt der ekstatischen Übersteigerung und abstrakten Neuerfindung von Linien-, Form und Farbqualitäten.“ „Ihre Stickmotive machen den Eindruck einer ständig flutenden Bewegung, eines Kontrahierens und Aufbäumens, des ständig Quirlenden, Unruhigen, von in Linienkurven sich verbindenden Schwüngen“. Ihre abstrakten Schmuckbilder entstehen 1910 parallel zu den ersten abstrakten Bildern in der Malerei.

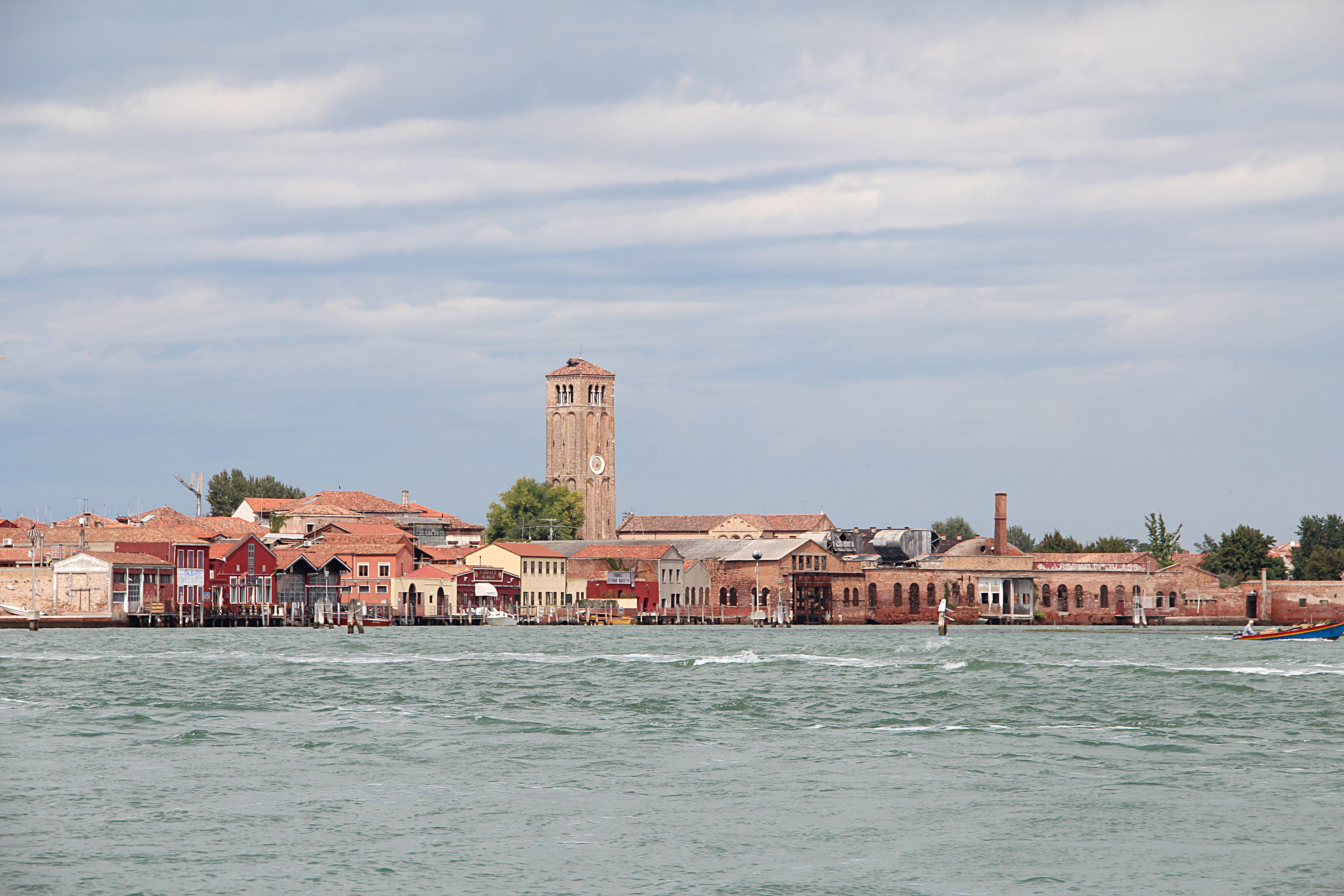
Blick auf die Insel Murano

Daneben arbeitete sie als Entwerferin für ihren Mann. Dokumentiert sind Entwürfe für Glas, Metallobjekte und Tapeten. 1911 folgte die Geburt des Sohnes Harold, mit dem das Paar 1912 wieder nach München zog. Herthe von Wersin entwarf nun Tapeten, Glas und Majolika-Bemalung. Sie dekorierte für ihren Mann Keramiken, die an Privatpersonen verkauft wurden. Einzelstücke gingen auch an die Deutschen Werkstätten Hellerau. Ein Werks- und Studienaufenthalt führte das Ehepaar 1912 auf die Insel Murano. Sie studierten die dortigen Glasherstellungstechniken bei der Firma Barovier und ließen eigene Entwürfe ausführen, die von den Deutschen Werkstätten vertrieben wurden. Im Jahr 1926 wiederholte das Paar den Aufenthalt bei der Glasfirma Barovier.
Als der Erste Weltkrieg begann, wohnten Herthe und Wolfgang von Wersin in einem Gartenhaus in der Ungererstraße in München. Im Krieg widmete sich die Künstlerin eingehend dem Studium von Ornamenten. Auf die Muster und Ornamente des außereuropäischen Kunsthandwerks wurde das Paar 1918 aufmerksam. Sie besuchten ethnografische Ausstellungen in München. Die Ergebnisse der Ornamentstudien setzte Herthe von Wersin nach dem Krieg in Stickereien um, die 1922 auf einem Wettbewerb des Kaufhauses Oberpollinger mit mehreren Preisen ausgezeichnet wurden.
Die Deutschen Werkstätten ließen 1922 bis 1925 bei der Tapetenfirma Erismann & Co. Tapetenentwürfe des Paares unter dem Namen ‚Herthe von Wersin‘ ausführen. Auch ihre Textil- und Teppichdesigns sowie Entwürfe für Schleiflackmöbel wurden von den Deutschen Werkstätten übernommen. Ein Bouclé-Teppich von 1923 wurde besonders gut verkauft.
Wolfgang von Wersin begann ab 1936 mit Planungen zum 1940 erschienenen Buch Das elementare Ornament und seine Gesetzlichkeit, dass die früheren Ornamentstudien des Paares aufgriff und weiterführte. Neben vielen Fotografien gab es im Buch Illustrationen, die Herthe von Wersin fertigte.
Um sich dem Kriegsgeschehen zu entziehen, hielten sich Herthe von Wersin und ihr Mann oft in Bad Goisern auf. Sie zogen 1944 dauerhaft um.
Ähnlich wie die Künstlerpaare Aino und Alvar Aalto oder Ray und Charles Eames bildeten Herthe und Wolfgang von Wersins eine enge, sich ergänzende Lebens- und Arbeitsgemeinschaft, die mit dem Tod der Künstlerin 1971 endete. Der Nachlass des Paares kam durch Vermittlung des Ehepaares Schmoll genannt Eisenwerth an das Münchner Stadtmuseum. Die von der Künstlerin unter Beteiligung ihres Mannes ab 1910 geführten 69 Bände der Tagebücher über das Leben und Werk des Paares sind lediglich für Wolfgang von Wersin ausgewertet worden.

## Arbeiten (Auswahl)
- 1904/05: Deckchen Figaro, Stickerei mit verschiedenfarbiger Seide auf naturfarbener und graubrauner Honanseide, Herthe von Wersin
- um 1910: Deckchen Lovrana, Seidenstickerei auf Honanseide, Herthe von Wersin
- um 1910: Deckchen Tristan, Seidenstickerei auf Seiden-Gros-de-Tours, Herthe von Wersin
- um 1910: Deckchen, Seidenstickerei auf Seiden-Gros-de-Tours, Herthe von Wersin
- 1914: Venezianische Glasarbeiten, Herthe und Wolfgang von Wersin[6]
- 1921: Drei Vasen, Herthe von Wersin[7]

## Auszeichnungen (Auswahl)
- 1922 Wettbewerb des Kaufhauses Oberpollinger, 1. Preis (10.000 Mark) mit dem Beitrag Tristan
- 1922 Wettbewerb des Kaufhauses Oberpollinger, 3. Preis (2.000 Mark) mit dem Beitrag Lovrana
- 1922 Wettbewerb des Kaufhauses Oberpollinger, 4. Preis (1.000 Mark) mit dem Beitrag Ammer

## Ausstellungen (Auswahl)
- 1979: Die zwanziger Jahre in München, Münchner Stadtmuseum[8]
- 2004: Schönheit der Formen: Textilien des Münchner Jugendstils. Villa Struck, München
- 2014/15: Ab nach München, Künstlerinnen um 1900, Münchner Stadtmuseum
- 2018/19: Gegen die Unsichtbarkeit, Designerinnen der Deutschen Werkstätten Hellerau 1898 bis 1938. Staatliche Kunstsammlungen Dresden, Kunstgewerbemuseum, Japanisches Palais
- 2019: Gegen die Unsichtbarkeit, Designerinnen der Deutschen Werkstätten Hellerau 1898 bis 1938. Museum für Kunst und Gewerbe Hamburg